# Lycosa u-album
Lycosa u-album este o specie de păianjeni din genul Lycosa, familia Lycosidae, descrisă de Mello-leitão, 1938. Conform Catalogue of Life specia Lycosa u-album nu are subspecii cunoscute.